# Shelley Hack
Shelley Marie Hack, bardziej znana jako Shelley Hack (ur. 6 lipca 1947 w White Plains) – amerykańska aktorka, modelka, producentka telewizyjna i polityk. Odtwórczyni roli Tiffany Welles w czwartym sezonie serialu ABC Aniołki Charliego (Charlie’s Angels, 1979–80).
W 2000 pełniła funkcję konsultanta medialnego dla międzynarodowej organizacji pokojowej w Bośni. Aktywna w polityce, raz startowała bez powodzenia w wyborach do rządu.

## Wczesne lata
Urodziła się w White Plains w stanie Nowy Jork jako najstarsza z sześciorga dzieci (ma dwóch braci – Shawna i Lance’a oraz trzy siostry – Shannon, Torry i Babe). Jej rodzina była pochodzenia niemieckiego, szwajcarskiego i irlandzkiego. Jej ojciec, William Hack, był inżynierem chemikiem, który pracował jako analityk finansowy na Wall Street. Jej matka, Patricia, była stewardesą linii lotniczych i modelką Conover. Dorastała w Greenwich, w stanie Connecticut, gdzie w 1965 ukończyła Greenwich Junior High. Ukończyła Greenwich Academy i rozpoczęła naukę w Smith College, gdzie uzyskała dyplom z historii. Następnie podjęła studia archeologiczne na uniwersytecie w Sydney, w Australii. Brała także lekcje aktorstwa u Lee Strasberga i w Herbert Berghof Studios w Nowym Jorku pod kierunkiem Jacka Wolzera.

## Kariera

### Modeling
Jeszcze w szkole, jako nastolatka, została odkryta przez dziedzica sieci handlowej A&P, Huntingtona Hartforda, który namówił ją do spróbowania swoich sił w modelingu. Jej matka zabrała ją więc na spotkanie z agentką modelek Eileen Ford, zanim zaczęła pracować dorywczo w czasie letnich wakacji. Po ukończeniu Smith College, podpisała umowę na pełen etat w Ford Models. We wrześniu 1964 trafiła na okładkę magazynu „Glamour”. Pojawiała się potem na okładkach „Seventeen”, „Mademoiselle”, „Simplicity”, „Fall Fashion '79”, „Elle”, „McCalls” czy „Vogue”. Jej wygląd był odmienny, ponieważ nie był to jawny seksapil, ale raczej czysta, świeża, inteligentna i otwarta aura. W 1975 zwróciła na siebie uwagę w reklamie i promocji perfum firmy Revlon’s No.1 Charlie, po czym zaczęła występować w programach telewizyjnych NBC, w tym The Tonight Show Starring Johnny Carson (1978). Prezentowała klasyczny wygląd, styl bycia, zrównoważenie i elegancję.

### Początki kariery aktorskiej
Na dużym ekranie debiutowała epizodyczną rolą jako nieznajoma na ulicy w komedii Woody’ego Allena Annie Hall (1977). Jej główna rola Jennifer Corly w melodramacie Jeśli cię jeszcze kiedyś zobaczę (If Ever I See You Again, 1978) otrzymała ogólnie negatywne recenzje. Hack przyznała później w wywiadzie, że była to „bomba”. Podczas rozdania wyróżnień Stinkers Bad Movie Awards w 1978 film zdobył nagrodę za najgorsze zdjęcie i nominację dla najgorszej pary ekranowej (Joseph Brooks i Shelley Hack).
Została wybrana przez reżysera Nicholasa Meyera do głównej roli Amy Robbins w filmie fantastycznonaukowym Podróż w czasie (Time After Time, 1979) z Malcolmem McDowellem i Davidem Warnerem, ale postać tę ostatecznie zagrała Mary Steenburgen. Hack twierdziła, że nie chce grać prowadzącej roli w filmie wyreżyserowanym przez jej chłopaka i wystąpiła jako pani docent.

### Aniołki Charliego
Jej wielki przełom nadszedł w roku 1979, kiedy to szukano zastępczyni dla Kate Jackson w czwartym sezonie serialu ABC Aniołki Charliego (Charlie’s Angels). Pokonała ponad 150 kandydatek ubiegających się o rolę policjantki, wśród których znalazły się: Barbara Bach, Shari Belafonte, Judith Chapman, Kathie Lee Gifford, Michelle Pfeiffer, Kelly Derek (siostra Bo Derek), Debra Feuer, Claudia Jennings, Dian Parkinson, Suzanne Reed, Connie Sellecca, Deborah Shelton i Margareth Trudeau, była żona premiera Kanady Pierre’a Trudeau. 
Rola ostatecznie przypadła Shelley Hack, która spełniała wymagania projektanta kostiumów serialu, Nolana Millera, by nosić eleganckie suknie i futra. Hack była najbardziej znana jako modelka, zanim otrzymała rolę absolwentki Akademii Policyjnej z Bostonu ze staromodną hollywoodzką elegancją – Tiffany Welles, córki jednego ze starszych przyjaciół tajemniczego milionera Charliego. Zatrudniając Hack, priorytetem Spellinga w czwartym sezonie było „przywrócenie blasku”, podczas gdy ABC miało nadzieję, że wyrafinowana osobowość Hack wniesie ciekawą nową mistykę i intrygę do serialu.
12 września 1979 ukończono dwugodzinny odcinek pt. „Statek miłości Aniołków” („Love Boat Angels”), który znalazł się na pierwszym miejscu w rankingu Nielsen Media Research, co uczyniło go świetnym odcinkiem, ponieważ dołączyła do niego Shelly Hack, która wystąpiła w crossoverze ze Statkiem miłości i Aniołkami Charliego. Był to ostatni raz, kiedy Aniołki Charliego znalazły się na szczycie listy.
Serialowa bohaterka Shelley Hack była jednak ograniczona jedynie do pomocy Kelly Garrett (Jaclyn Smith) i Kris Munroe (Cheryl Ladd), które z powodzeniem rozwiązywały zagadki kryminalne. Dopiero w scenach kolejnych dwóch odcinków serialu – „Aniołki w kampusie” („Angels on Campus”, 1979) i „Duchy i aniołki” („Of Ghosts and Angels”, 1980) – dały Shelley Hack możliwość pokazania większej części swojego warsztatu aktorskiego. W grudniu 1979 na okładce „TV Guide” zamieszczono skład Aniołków z Shelley Hack, ale ABC nie przedłużyło z nią kontraktu i po jednym sezonie została zastąpiona przez Tanyę Roberts z powodu kolejnego spadku oglądalności po początkowym wzroście. 7 maja 1980 zrealizowano ostatni 25 odcinek z Shelley Hack pt. „Jedna miłości, dwa aniołki” („One Love... Two Angels”) z udziałem Patricka Duffy. 15 marca 1980 został wyemitowany jeden z odcinków innej produkcji telewizyjnej Aarona Spellinga – Statek miłości (The Love Boat) – pt. Dumb Luck/Tres Amigos/Hey, Jealous Lover, gdzie Shelley Hack zagrała gościnnie fizyka jądrowego profesor Carol Ketay, przyjaciółkę dyrektorki rejsu (Lauren Tewes), która nie mogła umówić się na randkę, ponieważ była zbyt rozgarnięta.
W wywiadzie dla „People”, Hack powiedziała: „Mogą powiedzieć, że nie wyszło, ale to nieprawda. To, co się wydarzyło, była wojną sieciową. Podjęto decyzję biznesową. Zmień przedział czasowy lub wprowadź nową reklamę. Jak zdobyć rozgłos? Nowe polowanie na aniołki. Kto jest oczywistą osobą do zastąpienia? Jestem ja”. Hack później stwierdziła: „Nigdy nie spodziewałem się, że będę tam dłużej niż rok. I po roku ruszyłam dalej”.
Była narratorką serii filmów dokumentalnych A&E Television Networks Hello, Angels (2000, 2002). Ponadto wystąpiła w filmie dokumentalnym E! Entertainment Charlie’s Angels: TV Tales (2002).
W 2019 witryna internetowa IMDb opublikowała ranking dziesięciu najlepszych odcinków Aniołków Charliego wybranych przez telewidzów, gdzie cztery z udziałem Shelley Hack znalazły się w czołówce listy.

### Rozwój kariery
Po tym jak Jaclyn Smith odrzuciła propozycję zagrania roli doktor Holly Goodhead w serii o Jamesie Bondzie Moonraker z powodu konfliktów w harmonogramie z Aniołkami Charliego, Shelley Hack wraz z Susan Reed, Cyrielle Besnard i Sylvia Kristel były następnie rozważane do tej roli, którą w rezultacie zagrała Lois Chiles. W 1981 wzięła udział w nagraniach albumu satyrycznego The First Family Rides Again, którego współautorem był Rich Little, o prezydencie Ronaldzie Reaganie i jego Białym Domu.
W sztuce zrealizowanej dla HBO Próżności (Vanities, 1981) z Meredith Baxter Birney i Annette O’Toole została dostrzeżona w roli nader pewnej siebie Mary przez Martina Scorsese, który zaangażował ją w kontrowersyjnym komediodramacie kryminalnym Król komedii (The King of Comedy, 1983) z Robertem De Niro. W Królu komedii Hack zagrała jedną ze swoich najlepszych ról – Cathy Long, opanowaną, spokojną i profesjonalną sekretarkę prezentera telewizyjnego (Jerry Lewis). Chociaż film został dobrze przyjęty przez krytyków, nie był to hit kasowy w momencie premiery. W 1982 odniosła sukces w Pennsylvania Stage Company w Allentown w roli Billie Dawn w sztuce Garsona Kanina Urodzeni wczoraj (Born Yesterday).
W serialu CBS Klinika w Teksasie (Cutter to Houston, 1983–1984) jako chirurg dr Beth Gilbert wraz z Alekiem Baldwinem i Jimem Metzlerem tworzyła trio przyjaźniących się ze sobą lekarzy. Hack została zatrudniona na początku drugiego sezonu serialu NBC Nocny trybunał (Night Court, 1984), lecz przed zakończeniem jednego odcinka zapadła decyzja o przedłużeniu serii do jesieni i w rezultacie rolę zagrała Markie Post. W niedocenianym sitcomie ABC Jack i Mike (1986–1987) wystąpiła w roli Jackie Shea.
Znalazła się także w obsadzie udanych produkcji filmowych, w tym w horrorze klasy B Troll (1986) czy dreszczowcu Ojczym (The Stepfather, 1987) jako żona psychopaty (w tej roli Terry O’Quinn).
W 1987 jako była palaczka, została krajową przewodniczącą kampanii National Lung Association i Amerykańskiego Towarzystwa Medycznego mającej na celu edukowanie młodych kobiet na temat niebezpieczeństw związanych z paleniem papierosów. Od listopada 1989 do 1990 na scenie Hollywood Legion Theater przy 2035 North Highland Ave. w Los Angeles grała postać pianistki Luisy Baccary, byłej kochanki Gabriele D’Annunzio w sztuce Johna Krizanca Tamara o malarce Tamarze Łempickiej i jej historycznym spotkaniu z D’Annunzio w jego willi na Gardone Riviera.
Była producentką filmów telewizyjnych Hallmark Channel: Gwiazdkowy uśmiech losu (Lucky Christmas, 2011) z Elizabeth Berkley i Jasonem Grayem-Stanfordem, Perfect Match (2015) z Lindą Gray i Danicą McKellar, Summer of Dreams (2016) z Debbie Gibson i Robertem Gantem, A Bramble House Christmas (2017) z Autumn Reeser i Teryl Rothery, Christmas in Evergreen (2017) z Teddym Searsem i Holly Robinson Peete oraz Holiday Hearts (2019) z Paulem Campbellem.

## Życie prywatne
W latach 1972–1978 była związana z fotografem Steenem Svenssonem, reżyserem Nicholasem Meyerem (1979) i aktorem Alem Pacino (1981-82). W 1990 wyszła za mąż za reżysera Harry’ego Winera, u którego zagrała rolę Frankie w telewizyjnym komediodramacie ABC Samotne bary, samotna kobieta (Single Bars, Single Women, 1984) z Paulem Michaelem Glaserem, postać Nan Horvat w dramacie TV Odzyskać siebie: Historia Nancy Ziegenmeyer (Taking Back My Life: The Nancy Ziegenmeyer Story, 1992) i pojawiła się w kinowej komedii familijnej Areszt domowy (House Arrest, 1996) z Jamie Lee Curtis i Jennifer Love Hewitt. Mają córkę Devon Rose (ur. 19 listopada 1990).

## Filmografia

### Filmy
- 1977: Annie Hall jako nieznajoma na ulicy
- 1978: Jeśli cię jeszcze kiedyś zobaczę (If Ever I See You Again) jako Jennifer Corly
- 1979: Podróż w czasie (Time After Time) jako Docent
- 1983: Król komedii (The King of Comedy) jako Cathy Long
- 1986: Troll jako Anne Potter
- 1987: Ojczym (Stepfather, The) jako Susan Maine
- 1992: Wszystko o mnie (Me, Myself and I) jako Jennifer
- 1996: Areszt domowy (House Arrest) jako terapeutka w TV, która napisała osobistą pomocną książkę dla rodziców

### Filmy TV
- 1979: Koła śmierci (Death Car on the Freeway) jako Janette Clausen
- 1981: Próżności (Vanities) jako Mary
- 1983: Klinika w Teksasie (Cutter to Houston) jako dr Beth Gilbert
- 1983: Znalezione pieniądze (Found Money) jako Leslie
- 1983: Pechowy trop (Trackdown: Finding the Goodbar Killer) jako Logan Gay
- 1983: Bliskie więzi (Close Ties) jako Anna
- 1984: Samotne zakazy, samotna kobieta (Single Bars, Single Women) jako Frankie
- 1985: Kopnięcia (Kicks) jako Maggie Pierson
- 1986: Jack i Mike (Jack & Mike) jako Jackie Shea
- 1989: Druhny (Bridesmaids) jako Kimberly
- 1989: Ślepy strach (Blind Fear) jako niewidoma Erika Breen
- 1990: Ofiara wojny (A Casualty of War) jako Monica Browne
- 1992: Odzyskać siebie (Taking Back My Life: The Nancy Ziegenmeyer Story) jako Nan Horvat
- 1993: Nie w mojej rodzinie (Not in My Family/Shattering The Silence) jako Becky Worth
- 1995: Lot 174 (Falling from the Sky: Flight 174) jako stewardesa Lynn Brown
- 1996: Człowiek, który lubił latać (Frequent Flyer) jako JoBeth Rawlings, żona pilota Nicka

### Seriale TV
- 1979-80: Aniołki Charliego (Charlie’s Angels) jako Tiffany Welles
- 1980: Statek miłości (The Love Boat) – odcinek pt. Dumb Luck/Tres Amigos/Hey, Jealous Lover jako Carol
- 1983: Klinika w Teksasie (Cutter to Houston) jako dr Beth Gilbert
- 1986-87: Jack i Mike (Jack and Mike) jako Jackie Shea
- 1993: Perry Mason Misterium: Sytuacja nikczemnych żon (Perry Mason Mystery: A The Case of the Wicked Wives) jako Abby Walters Morrison
- 1993: SeaQuest (SeaQuest) jako kapitan Marilyn Stark
- 1994: Prawnicy z Miasta Aniołów (L.A. Law) jako Lynn Barnett
- 1994: Opowieści z krypty (Tales from the Crypt) – odcinek pt. Morderca (The Assassin) jako Janet McKay[56]
- 1997: Diagnoza morderstwo (Diagnosis Murder) – odcinek pt. Looks Can Kill jako dr Elaine Denell